# Querytaal
Een querytaal is een taal om query's uit te voeren op een database. Dit kan een platte database, een hiërarchische database, een netwerkdatabase, een relationele database of een objectgeoriënteerde database zijn.
Er bestaan verschillende soorten querytalen.
- De bekendste hiervan is SQL voor het benaderen van relationele databases
- De querytalen XQL, XQuery en XPath voor XML-gegevensobjecten
- De gereedschappen grep, sed en AWK zijn voor platte tekstbestanden in Unix ingeburgerd. Ze zijn gebaseerd op reguliere expressies en doen vaak dienst als querytaal.
- Language Integrated Query LINQ
- SPARQL voor zoekopdrachten binnen het semantisch web